# Irena Chojnacka
Irena Stanisława Chojnacka z domu Bieniewska (ur. 22 lipca 1943 w Bieżuniu) – polska prawnik i polityk, posłanka na Sejm X kadencji.

## Życiorys
Uzyskała wykształcenie wyższe na Uniwersytecie Warszawskim w dziedzinie filologii orientalnej (1966) i prawa (1984). Nauczała języka francuskiego w Liceum Ogólnokształcącym w Tłuszczu, następnie w 1971 pracowała w LO w Bieżuniu, gdzie w 1974 została dyrektorem. W 1976 podjęła pracę w Wojewódzkiej Spółdzielni Spożywców „Społem” w Ciechanowie, tamże w 1982 została dyrektorem Robotniczej Spółdzielni Wydawniczej „Prasa-Książka-Ruch”.
Była radną Wojewódzkiej Rady Narodowej w Ciechanowie i przewodniczącą Zarządu Wojewódzkiego Ligi Kobiet Polskich. W 1967 wstąpiła do Polskiej Zjednoczonej Partii Robotniczej, do której należała do rozwiązania. Wchodziła w skład Komitetu Wojewódzkiego PZPR. W 1989 uzyskała mandat posłanki na Sejm kontraktowy w okręgu ciechanowskim z puli PZPR, w trakcie kadencji wstąpiła do Poselskiego Klubu Pracy, którego była sekretarzem. Zasiadała w Komisji Łączności z Polakami za Granicą oraz w Komisji Ustawodawczej.
W 1985 otrzymała Złoty Krzyż Zasługi.